# チュウテンカク
Euphorbia ingens はトウダイグサ属の植物の一種。園芸名はチュウテンカク（沖天閣）。ツリーユーフォルビア（英: tree euphorbia）とも呼ばれる。
樹高は10メートルを超え、トウダイグサ属では最大級である。幹は下の方から無数の多肉質の枝に分岐し、燭台のような外見となる。種小名の ingens はラテン語で「巨大な・大きな」を意味する。南アフリカ北部からモザンビーク・ジンバブエに広がる乾燥地帯に分布し、標高1600メートルまでの岩山や砂地に自生する。2019年までエウフォルビア・カンデラブルム（Euphorbia candelabrum Trémaux ex Kotschy）の名で呼ばれていた東アフリカや北東アフリカ産の種も実際にはここに含まれる（参照: #分類）。従って出典として用いられている東アフリカならびに北東アフリカの植物に関する資料の中には、エウフォルビア・カンデラブルムの名で言及されているものも含まれ得るということに留意されたい。
乳液は極めて有毒で危険な刺激性物質であり、矢毒として使用されていた。
多肉化するトウダイグサ属植物という条件に当てはまるため、ワシントン条約（CITES）附属書IIの適用対象となる。

## 分布
コンゴ民主共和国、エチオピア、スーダン、ソマリア、ウガンダ、ケニア、タンザニア、アンゴラ、ザンビア、ジンバブエ、マラウイ、モザンビーク、エスワティニ、ナミビア、ボツワナ、南アフリカ共和国に分布する。

## 生態
サバンナや木の混じる開けた草原、岩がちな斜面に生育し、特にシロアリ塚上にしばしば見られる。
ケニアでは低木林や雑木林、木の混じる草原、乾燥常緑林のうち岩がちな急斜面や岩の露出した場所に見られ、ナクル湖より上方の丘の中腹に本種の大規模な森林が存在する。

## 特徴
高木性の多肉植物で高さ6-18メートルになり、多数の枝を放射状に斜上してこんもりした樹冠となり、大ろうそく台状となる。茎は4-5稜で鮮緑色から-深緑色だが、古くなると灰褐色となってひび割れる。枝は約15センチメートルごとにくびれ、直径10センチメートル以下である。稜背は歯状の切れ込みとなり、1対の刺と早落性の長さ2-4センチメートルの細葉をつける。刺は長さ5ミリメートル未満である。花は杯状花序で短い集散花序になり、黄緑色で径2-6センチメートル、総苞は黄色である。果実は赤色で2-3裂する。

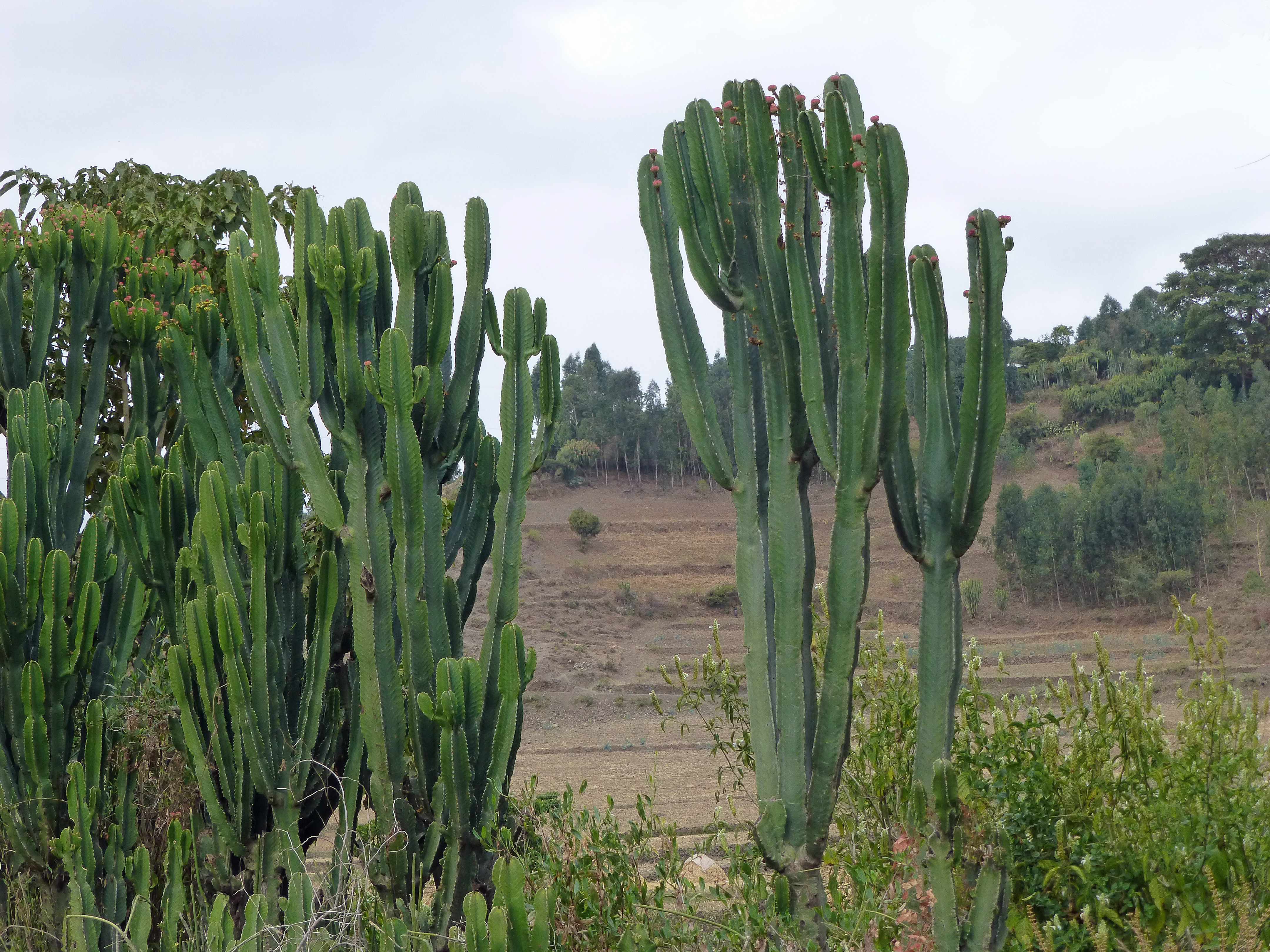
エチオピアにて。
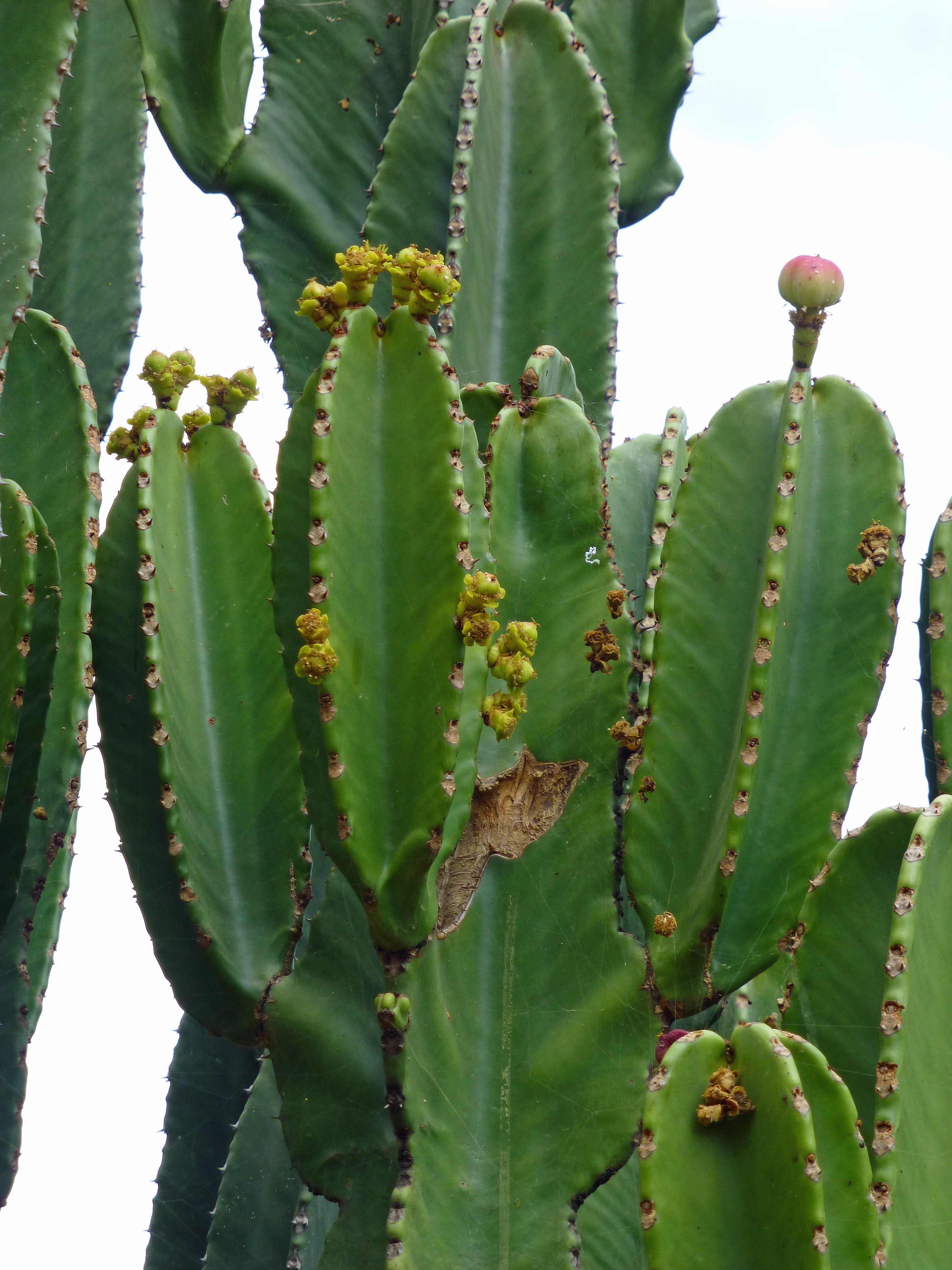
稜背には長さ5ミリメートル以下の刺が対になって見られる（拡大推奨）。エチオピアにて。
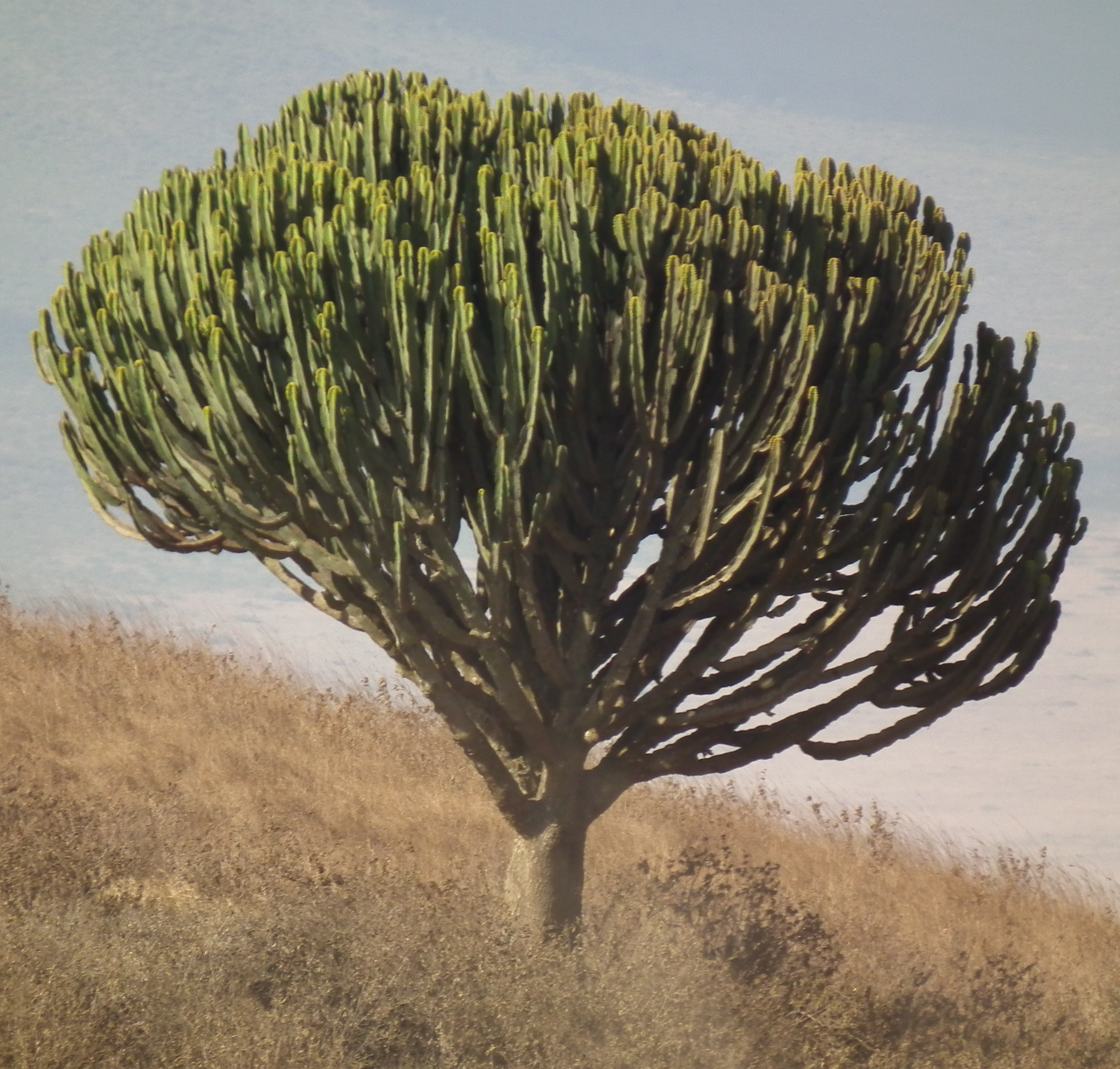
古い幹は木化する。タンザニア北部にて。
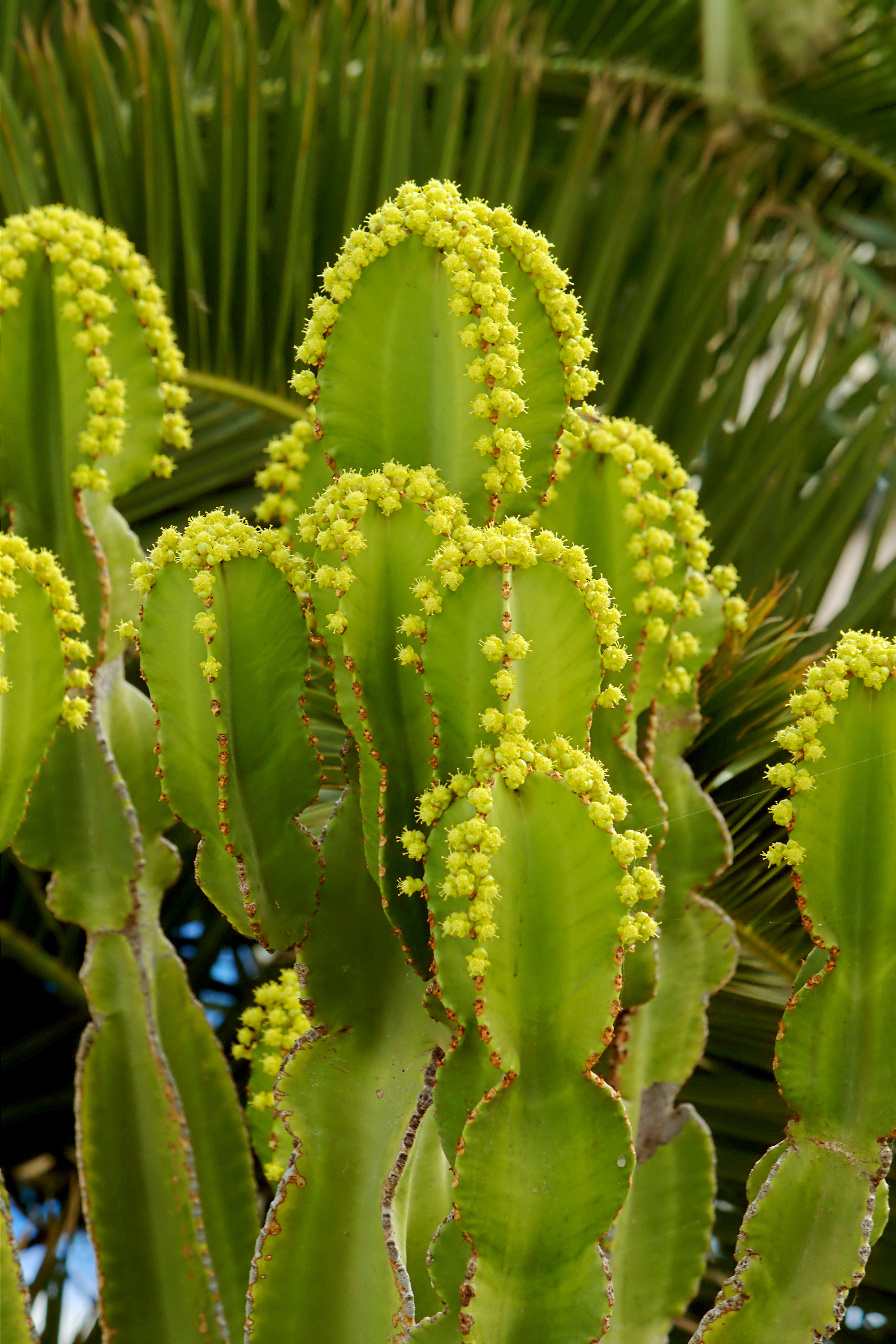
開花時。スペインのランサローテ島における栽培品。
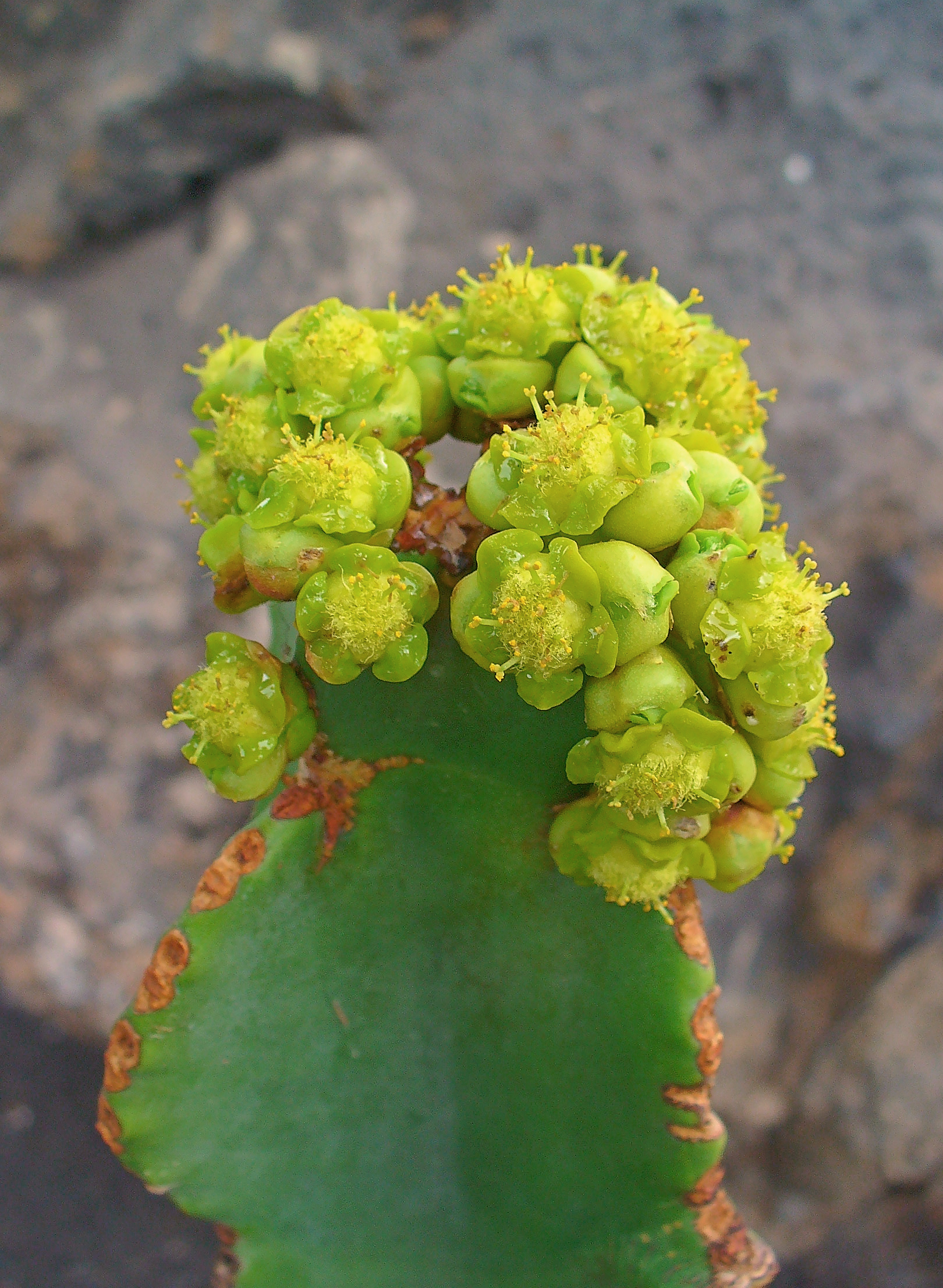
花の拡大図。杯状花序が集散花序となっている。ランサローテ島にて。
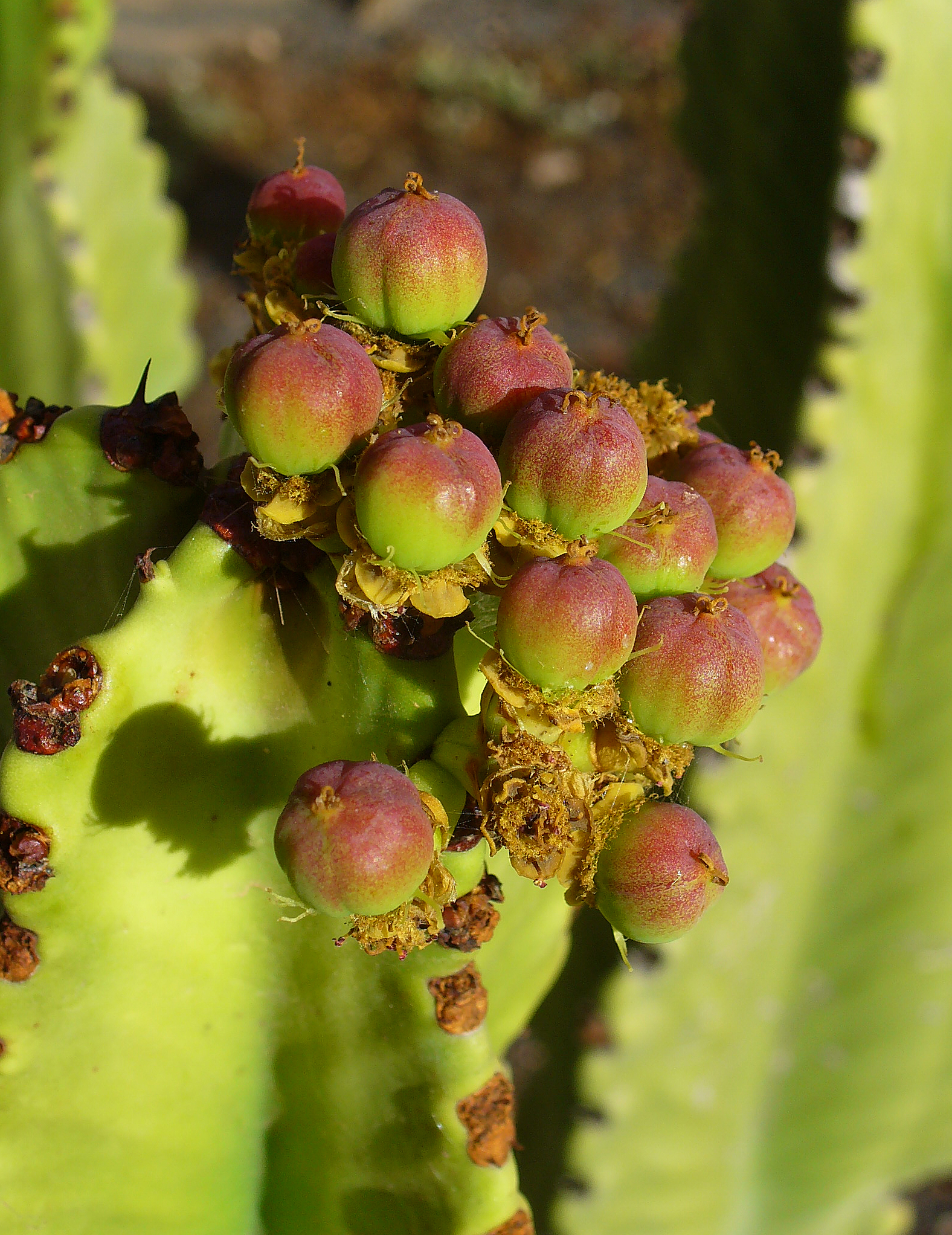
果実。ランサローテ島にて。

## 分類

### 「エウフォルビア・カンデラブルム」
ケニアに分布する多肉植物の専門家であった P.R.O. Bally（1895–1980）はハンス・ディーター・ノイヴィンガーへの私信の形で、チュウテンカクをテオドール・コチーが命名したエウフォルビア・カンデラブルム（Euphorbia candelabrum）やアラビアに自生する Euphorbia ammak と同一であるとする見解を伝えていた。そして2019年に、それまでコチーによるエウフォルビア・カンデラブルムとして呼ばれていた東アフリカ-北東アフリカ産の種は実際にはこのチュウテンカクのことであるとする結論が出された。この件の詳細についてはエウフォルビア・カンデラブルム#分類を参照。

## 毒性
多肉質な枝の内側には白い乳液が含まれるが、これには強い刺激性や補発癌性を持つインゲノール（ingenol）ジテルペンエステルが含まれる。この乳液が傷口や目に入ると危険である。ケニアでは本種の乳液を伝統医療に使用しようと試みた結果、死亡事故が起きたという報告が数件存在する。
また、本種から得られた蜜にも刺激性があり、口に炎症を起こすため食用とすることはできないとされる。しかしケニアの乾燥地域において、本種は重要な蜜源植物である。

## 利用
ウガンダ、エチオピア、ケニアの東アフリカ3ヶ国における利用法は以下のようなものが見られる。
|              |              | ウガンダ | エチオピア           | ケニア                     |
| ------------ | ------------ | -------- | -------------------- | -------------------------- |
| 薪           | 薪           | 〇       | 〇                   | 〇                         |
| 材木         | 屋根葺き     | 〇       | 〇                   | 〇                         |
| 材木         | テーブル     | 〇       | 〇                   | -                          |
| 材木         | マッチ       | 〇       | 〇                   | -                          |
| 材木         | 箱           | 〇       | 〇                   | -                          |
| 材木         | 木彫細工     | 〇       | -                    | 〇                         |
| 材木         | 楽器         | 〇       | -                    | 〇                         |
| 材木         | 鞍           | -        | 〇                   | -                          |
| 材木         | 扉           | -        | -                    | 〇                         |
| ビーハイブ   | ビーハイブ   | -        | -                    | 〇                         |
| 臼           | 臼           | -        | -                    | 〇                         |
| 家具         | 家具         | -        | -                    | 〇                         |
| ミツバチの餌 | ミツバチの餌 | -        | -                    | 〇                         |
| 接着剤       | 接着剤       | -        | -                    | 〇                         |
| 柵           | 柵           | -        | 〇（切った枝を使用） | -                          |
| 生け垣       | 生け垣       | 〇       | 〇                   | 〇                         |
| 日よけ       | 日よけ       | -        | -                    | 〇                         |
| 儀礼用       | 儀礼用       | -        | -                    | 〇                         |
| 薬用         | 薬用         | -        | -                    | 〇（人および家畜）         |
| 明かり取り   | 明かり取り   | -        | -                    | 〇（乾燥させた枝を燃やす） |

### 薬用
ケニアではマサイ人およびキプシギス人において産後に胎盤などの娩出を早める目的で、茎を煎じたものが慎重を期した上で女性に処方される。

### 矢毒
南スーダンにおいてザンデ人やかつてのバリ人（Bari）(Jephson & Stanley (1890)) は乳液を矢毒として用いている、あるいは用いていたという報告がある。

## 諸言語における呼称
- 英語: candelabra euphorbia[17]、tree euphorbia[17]、candelabra tree（カンデラブラツリー）[13][注 1]

ウガンダ:
- ニャンコレ語: enkukuru[18]、enkukuuru[10]

エチオピア:
- アムハラ語:（ラテン文字転写）kulkual[17]、quolquol[10]

ケニア:
- キクユ語: gĩthũũri（ゲゾーリ）[20][21]、mũthũũri（モゾーリ）[20][21];〔北部方言〕mũbũbũng'i（モボボンギ）[20]、mũbubungi[20] - 北部方言の呼称はマサイ語 ol-popong'i との関連性が指摘されている[20]。
- ソマリ語: darkhen[11]
- ディゴ語（英語版）: ganga[11]
- マサイ語: ol-popong'i[22]
- ルオ語: bondo[23]

ソマリア:
- ソマリ語: qulqaal[10]